# Thumatha ochracea
Thumatha ochracea là một loài bướm đêm thuộc phân họ Arctiinae, họ Erebidae.